# زوراب کاپیانیدزه
زوراب کاپیانیدزه (انگلیسی: Zurab Kapianidze; ۱ آوریل ۱۹۳۷ – ۴ ژوئیهٔ ۲۰۱۱) بازیگر تئاتر و سینما و زبان شناس اهل کشور گرجستان بود. او همچنین از سال ۱۹۹۹ تا ۲۰۰۳ عضو پارلمان گرجستان بود.